# Strâmbeni (Căldăraru), Argeș
Strâmbeni este un sat în comuna Căldăraru din județul Argeș, Muntenia, România.